# Rameshwar Broota
Ne pas confondre avec Shobha Broota (1943-).
 (août 2015).
Rameshwar Broota, né en 1941 à New Delhi, est un peintre indien.

## Biographie
Rameshwar Broota est né en 1941 à New Delhi, en 1964, il sort diplômé du College of Art de New Delhi.
En 1977, il a exposé à la Lalit Kala Akademi de New Delhi, en 1982, au Musée d'Art Moderne d'Oxford puis à la Biennale de Tokyo.

## Style
Pendant longtemps, le style caractéristique de Broota a été la technique du "scratch".

## Œuvres
- Autoportrait, 1965
- That common story, 1969
- Untold Story, Same Old Story, 1970
- Série de Gorilles "humanisés" de 1970 à 1979, satire de la société humaine.
- The Unnending Story, 1971
- Sewadhar, 1972
- Transplantation 1972-1973
- Sans Titre, fauteuil rouge, 1976
- Hawaldar, 1979
- Numbers, 1979, a été vendu pour 912 000 $ en 2006.
- Man I, Man II, 1980
- Runners, 1982
- Man 15, 1983
- Man 21, 1987
- Scripted In Time, 1995
- Traces of Man, 1998
- Chiffres

## Expositions
- National Gallery of Modern Art[3]

## Sources
- Indian Art : Inventing / Inverting traditions, Londres, Vedehra art gallery, 2006, « Rameshwar Broota »
- Ananda Bazar Patrika, New Delhi, vol. II, 1979, partie 1, « Rameshwar Broota of Apes and Men », p. 65-67
- Susan S. Bean, Timeless visions : contemporary art of India from the Chester and Davida Herwitz collection, Peabody Essex Museum, 1er décembre 1999, 95 p., « Rameshwar Broota », p. 82